# كيتوي
كيتوي هي المدينة الثانية من حيث المساحة والسكان في زامبيا بتعداد سكاني يقدر ب 547,700 نسمة (إحصاء عام 2007)كيتوي هي المنطقة الأكثر تطورا تجاريا وصناعيا في البلاد.

## التاريخ
يعود بداية تأسيس مدينة كيتوي إلى عام 1936م حيث قامت بتأسيسها شركة روديسيا وسيشيل ، حيث كانت في البداية كموقع ملحق لمنجم النحاس الرئيسي في نكانا.

## السكان والدين
تعتبر مدينة كيتوي أكبر تجمع سكاني للمواطينين ذوي الأصول الأوروبية حيث يقدر نسبتهم في المدينة حوالي 2% من سكانها يليها ذوي الأصول الآسيوية بنسبة 1% و 0,5% من سكانها من أصول عربية و 1,5% أفريقية أما النسبة المتبقية فالغالبية العظمى من قبيلة بيمبا غير أنه يوجد بعض القبائل الأخرى مثل : قبيلة شيوا، قبيلة لوزي، قبيلة تونكَا، قبيلة مامبوي، قبيلة لوندا، قبيلة كاوندي وقبيلة إيلا.
غالبية سكان كيتوي أي 98% هم مسيحيون فيما تبلغ نسبة المسلمين حوالي 1,5%.

## توأمة
لكيتوي اتفاقيات توأمة مع كل من:
- بايا ماري (1972 - )
- ديترويت
- بور
- شفيلد
- بونتا غروسا

## أعلام
- رينفورد كالابا
- إسحاق تشانسا
- رونالد كامبامبا
- جونز نويوا
- فريدريك شيلوبا
- جاكوب مولينغا